# Daiki Yamashita
Daiki Yamashita (山下 大輝?, Yamashita Daiki; Hamamatsu, 7 settembre 1989) è un doppiatore giapponese, affiliato alla Arts Vision e vincitore del premio come migliore attore debuttante all'ottavo Seiyu Awards. Sui social è soprannominato "Daiking" (ダイキング?, Daikingu).

## Biografia
Nato a Hamamatsu, nella prefettura di Shizuoka, Yamashita è diventato un ammiratore di Kōichi Yamadera dopo aver sentito la sua performance nel ruolo del Genio nella versione giapponese del film d'animazione Disney Aladdin. Dopo il liceo, seguendo la sua grande passione per i musical, si è iscritto al Muse Conservatory di Tokyo per due anni per poi conseguire una laurea in arti figurative al Japan Narration Performance Research Institute, decidendo di intraprendere la carriera di doppiatore.
Dal 2011 al 2012 ha collaborato con Bandai Namco Entertainment al fianco di Aya Suzaki e Tomoaki Takahashi, che lo hanno soprannominato "Daiking", nickname che da allora utilizza sia su Twitter che sugli altri suoi social. Viene in seguito scritturato dalla Arts Vision e, nel dicembre del 2012, debutta come doppiatore nell'anime Little Busters!, sebbene il suo debutto ufficiale è avvenuto nel 2013.
Negli anni successivi ha rivestito diversi ruoli di primo piano, tra cui Suguru Nishijima ne La leggenda di Arata e Sakamichi Onoda in Yowamushi Pedal, per poi vincere il premio come migliore attore debuttante all'ottavo Seiyu Awards e raggiungere la notorietà internazionale nel 2016 grazie al ruolo del protagonista Izuku Midoriya in My Hero Academia.
Nel marzo 2021 annuncia sul proprio profilo Twitter il suo debutto come cantante e l'uscita del suo primo EP, "hear me?", uscito nel mese di giugno. Il 30 marzo 2022 esce il secondo singolo "candle" e nel dicembre 2022 viene annunciato il suo primo album, "from here", uscito nel Marzo 2023 

## Doppiaggio

### Anime

#### Serie televisive
2012
- Little Busters! (studente B)

2013
- La leggenda di Arata (Suguru Nishijima)
- Kitakubu Katsudō Kiroku (Re Demone)
- Gaist Crusher (Rekka Shirogane)
- Galilei Donna (Theo Escher)
- Log Horizon (Tōya, Iwan)
- Silver Spoon (Yūichi Matsuyama)
- Strike the Blood (Ryō Uchida)
- Tamako Market (Inuyama)
- Yowamushi Pedal (Sakamichi Onoda)

2014
- A un passo da te - Ao haru ride (Naitō)
- Glasslip (Hiro Shirosaki)
- Log Horizon 2 (Tōya)
- Monster Retsuden Oreca Battle (Val, Taddon)
- Pretty Guardian Sailor Moon Crystal (Gurio Umino)
- Psycho-Pass 2 (Moe Suzuki)
- Shōnen Hollywood -Holly Stage for 49- (Kira Saeki)
- Space Dandy (Mio)
- Sword Art Online II (Jun)
- Mahōka kōkō no rettōsei (Hagane Tomitsuka)
- Yowamushi Pedal Grande Road (Sakamichi Onoda)

2015
- Ace of Diamond 2nd Season (Takuma Seto)
- Charlotte (Oikawa)
- Kamisama Kiss◎ (Mamoru)
- Lance N' Masques (Yōtarō Hanafusa)
- Mikagura School Suite (Usamaru)
- Ranpo kitan: Game of Laplace (Sōji Hashiba)
- Shōnen Hollywood -Holly Stage for 50- (Kira Saeki)
- Hokuto no Ken: Ichigo Aji (Bat)
- La leggenda di Arslan (Borner)
- The Rolling Girls (Hitoshi)
- Triage X (Arashi Mikami)
- Uta no Prince-sama Maji Love Revolutions (Shion Amakusa)
- Hetalia Axis Powers (Ladonia)
- Mobile Suit Gundam: Iron-Blooded Orphans (Danji Eirei)

2016
- Active Raid (Dog)
- Assassination Classroom (Rikuto Ikeda)
- Dimension W (Lwai-Aura-Tibesti)
- Barakamon (Yukio Kondo)
- My Hero Academia (Izuku Midoriya)
- Prince of Stride (Yuri Himemiya)
- Tonkatsu DJ Agetarō (Agetarō Katsumata)
- Twin Star Exorcists (Shinnosuke Kunizaki)
- Food Wars! Shokugeki no Soma: la seconda portata (Mitsuru Sotsuda)
- Trickster (Yoshio Kobayashi)
- Uta no Prince-sama Maji LOVE Legend Star (Shion Amakusa)
- Touken Ranbu: Hanamaru (Atsushi Toushirou, Imanotsurugi)
- Re:Zero - Starting Life in Another World (Kan)

2017
- Anonymous Noise (Kanade Yuzuriha)
- Boruto: Naruto Next Generations (Magire Kakuremino)
- Chain Chronicle ~The Light of Haecceitas~ (Aram)
- Yowamushi Pedal: New Generation (Sakamichi Onoda)
- My Hero Academia 2 (Izuku Midoriya)
- Re:Creators (Sōta Mizushino)
- Children of the Whales (Ryodari)
- Sengoku Night Blood (Yukimura Sanada)

2018
- Beatless (Kengo Suguri)
- My Hero Academia 3 (Izuku Midoriya)
- Rokuhōdō Yotsuiro Biyori (Tsubaki)
- 100 Sleeping Princes and the Kingdom of Dreams (Navi, Cheshire Cat)
- Phantom in the Twilight (Wayne King)
- Touken Ranbu: Hanamaru 2 (Atsushi Toushirou, Imanotsurugi)
- Jingai-san no Yome (Tomari Hinowa)
- Le bizzarre avventure di JoJo: Vento Aureo (Narancia Ghirga)

2019
- Nikki (Miyuki)
- Ace of Diamond Act II (Takuma Seto)
- Demon Slayer - Kimetsu no yaiba (Yushirō)
- L'attacco dei giganti (Young Zeke)
- Star-Myu: High School Star Musical 3 (Shion Kasugano)
- Ensemble Stars! (Ritsu Sakuma)
- The Ones Within (Akatsuki Iride)
- Ore o suki na no wa omae dake ka yo (Amatsuyu "Jouro" Kisaragi)
- Young Disease Outburst Boy (Yamato Noda)
- No Guns Life (Tetsurō Arahabaki)
- My Hero Academia 4 (Izuku Midoriya)
- Pocket Monsters 2019 (Gō)

2020
- Super Nikki (Miyuki)
- Cagaster of an Insect Cage (Naji)
- Major 2nd (Akira Nishina)
- Genie Family - Il ritorno del Mago Pancione (Puuta)
- No Guns Life 2 (Tetsurō Arahabaki)
- Majo no tabitabi (fratello)
- The Cheater (Chita Nagashima)

2021
- Log Horizon: Destruction of the Round Table (Tōya)
- Ijiranaide, Nagatoro-san (Senpai)
- 86 - Eighty-Six (Keats Haruto)
- Ranking of Kings (Hokuro)

2022
- Tokyo Mew Mew New (Tart)

2023
- Rurouni Kenshin (serie 2023) (Sōjirō Seta)
- Ragna Crimson (Nebulim)
- Onimusha (Sahei)
- Bullet/Bullet (Crybaby Boy)

2024
- Magilumiere Magical Girls Inc. (Kazuo Nikoyama)[10]

2026
- Ken il guerriero (serie 2026) (Bat)

#### Film d'animazione
- Tamako Love Story (2014) - Inuyama
- Yowamushi Pedal Re:Ride (2014) - Sakamichi Onoda
- L'impero dei cadaveri (2015) - Nikolai Krasotkin
- Yowamushi Pedal Re: ROAD (2015) - Sakamichi Onoda
- Yowamushi Pedal: The Movie (2015) - Sakamichi Onoda
- Doraemon - Il film: Nobita e l'isola del tesoro (2018) - Flock
- My Hero Academia: Two Heroes (2018) - Izuku Midoriya
- My Hero Academia: Heroes Rising (2019) - Izuku Midoriya
- My Hero academia: World Heroes Mission (2021) - Izuku Midoriya

### Videogiochi
- Akiba's Trip: Undead & Undressed (2013) - Kaito Tachibana
- Gaist Crusher (2013) - Rekka Shirogane
- Age 12 (2014)
- Gaist Crusher God (2014), Rekka Shirogane
- Oreshika: Tainted Bloodlines (2014)
- Senjō no Waltz (2014) - Richard
- Yome Collection (2014) - Sakamichi Onoda
- Granblue Fantasy (2014) - Young Cat
- Tokyo Xanadu (2015) - Yuuki Shinomiya
- Yowamushi Pedal High Cadence to Tomorrow (2015) - Sakamichi Onoda
- Ensemble Stars (2015) - Ritsu Sakuma
- Touken Ranbu (2015) - Imanotsurugi, Atsushi Toushirou
- Fate/Grand Order (2015) - Archer/Oda Nobukatsu
- The Idolm@ster: SideM (2016) - Kirio Nekoyanagi
- The Cinderella Contract (2014) - Prince Cyril Evan Ingrays (Cyril)
- Dragon Quest Builders (2016) - Bildrick
- My Hero Academia: Battle for All (2016) - Izuku Midoriya
- Fire Emblem Heroes (2017) - Colm, Kurthnaga
- Tsuki no Paradise (2017–2019) - Sakuraba Ryouta
- Dragon Quest Rivals (2017) - Kiefer (bambino)
- My Hero: One's Justice (2018) - Izuku Midoriya
- Food Fantasy (2018) – Escargot, Tom Yum, Omurice
- Dragalia Lost (2018) - Ricardt, Delphi
- Jump Force (2019) - Izuku Midoriya
- Pokémon Masters EX (2019) - Hau
- Wizard's Symphony (2019) - Volk Dartfang
- Astral Chain (2019) - Harold "Hal" Clark
- Hero's Park (2019) - Domyo Keito
- Pokémon Masters (2019) - Hau
- Grand Chase: Dimensional Chaser - Veigas Terre
- My Hero: One's Justice 2 (2020) - Izuku Midoriya
- JoJo's Bizarre Adventure: All Star Battle R (2022) - Narancia Ghirga
- God of War Ragnarök (2022) - Skjoldr
- Wild Hearts (2023) - Yataro
- My Hero Ultra Rumble (2023) - Izuku Midoriya
- Unicorn Overlord (2024) - Travis
- The Hundred Line: Last Defense Academy (2025) - Shion